# U.S. Men's Clay Court Championships 2002
U.S. Men's Clay Court Championships 2002 — тенісний турнір, що проходив на ґрунтових кортах у місті Х'юстон, TX, USA з 22 квітня . Належав до категорії ATP International Series.

## Фінальна частина

### Одиночний розряд
Енді Роддік —  Піт Сампрас 7–6(11–9), 6–3

### Парний розряд
Марді Фіш /  Енді Роддік —  Ян-Майкл Гембілл /  Грейдон Олівер 6–4, 6–4